# Championnat d'Afrique masculin de volley-ball 1983
Navigation
Championnat d'Afrique 1979 Championnat d'Afrique 1987
Le 5e championnat d'Afrique masculin de volley-ball s'est déroulé du 7 au 14 décembre 1983 au Caire et à Port Saïd en Égypte. Il a mis aux prises les sept meilleures équipes continentales.

## Équipes engagées
- Algérie
- Angola
- Cameroun
- Égypte
- Soudan
- Tunisie
- Zimbabwe

## Compétition
L'Égypte VB remporte la compétition avec 12 points devant la Tunisie (11 points) et l'Algérie (10 points).

### Classement final
| Place              | Équipe   |
| ------------------ | -------- |
| Médaille d'or      | Égypte   |
| Médaille d'argent  | Tunisie  |
| Médaille de bronze | Algérie  |
| 4                  | Cameroun |
| 5                  | Soudan   |
| 6                  | Angola   |
| 7                  | Zimbabwe |

### Résultats
- Tunisie 3 - 1  Algérie[1],[2]
- Tunisie 3 - 1  Cameroun[1]
- Tunisie 3 - 0  Soudan[1]
- Tunisie 3 - 1  Zimbabwe[1]
- Tunisie 3 - 0  Angola[1]
- Égypte 3 - 1  Cameroun[1]
- Égypte 3 - ?  Tunisie[1]
- Égypte 3 - 0  Algérie[2]
- Égypte 3 - ?  Cameroun[1]
- Égypte 3 - ?  Soudan[1]
- Égypte 3 - ?  Angola[1]
- Égypte 3 - ?  Zimbabwe[1]
- Algérie 3 - 2  Cameroun[2]
- Algérie 3 - 0  Soudan[2]
- Algérie 3 - 1  Angola[2]
- Algérie 3 - 0  Zimbabwe[2]
- Cameroun ? - ?  Soudan[1]
- Cameroun ? - ?  Angola[1]
- Cameroun ? - ?  Zimbabwe[1]
- Soudan ? - ?  Angola[1]
- Soudan ? - ?  Zimbabwe[1]
- Angola ? - ?  Zimbabwe[1]

## Effectifs
- Tunisie : Msadek Lahmar, Mohamed Sarsar, Rachid Boussarsar, Hedi Boussarsar, Khaled Keskes, Samir Tebourski, Abdelaziz Ben Abdallah, Slim Maherzi, Ghazi Mhiri, Walid Boulehya, Yassine Mezini, Imed Bahri. Sélectionneur : Victor Turin[1]

```
* 
Modèle:Algerie VB
 : Benyamina , Kaici , Maheieddine , Kherif , Berkani , Nekaa , Zitouni , Amrate , Zerika , Sennoun , Slimani , Kara .  ( source : l'almanach du sport algerien de hamid grine page 440 .
```